# Roberto Cochrane
Roberto Cochrane (ur. ? – zm. ?) – argentyński piłkarz, grający podczas kariery na pozycji obrońcy.

## Kariera klubowa
Roberto Cochrane podczas piłkarskiej kariery (z krótką przerwą na grę w Boca Juniors) występował w klubach z Rosario: Tiro Federal i Rosario Central. Z Tiro Federal dwukrotnie wygrał lokalną Liga Rosarina de Fútbol w 1925 i 1926.

## Kariera reprezentacyjna
W reprezentacji Argentyny Cochrane występował w latach 1924-1926. W reprezentacji zadebiutował 25 maja 1924 w wygranym 4-0 meczu z Urugwajem, którego stawką było Copa Newton. W 1924 wystąpił w Mistrzostwach Ameryki Południowej. Na turnieju w Montevideo wystąpił w meczu z Urugwajem.
W 1926 po raz drugi uczestniczył w Mistrzostwach Ameryki Południowej. Na turnieju w Chile wystąpił w meczu z Urugwajem, który był jego ostatnim meczem w reprezentacji.
Ogółem w barwach albicelestes wystąpił w 3 meczach.
| Mecze i gole w reprezentacji | Mecze i gole w reprezentacji | Mecze i gole w reprezentacji | Mecze i gole w reprezentacji | Mecze i gole w reprezentacji | Mecze i gole w reprezentacji | Mecze i gole w reprezentacji |
| #                            | Data                         | Miasto                       | Przeciwnik                   | Gol                          | Wynik                        | Rozgrywki                    |
| ---------------------------- | ---------------------------- | ---------------------------- | ---------------------------- | ---------------------------- | ---------------------------- | ---------------------------- |
| 1.                           | 25.05.1924                   | Buenos Aires                 | Urugwaj                      |                              | 4:0                          | Copa Newton                  |
| 2.                           | 02.11.1924                   | Montevideo                   | Urugwaj                      |                              | 0:0                          | Copa América                 |
| 3.                           | 02.11.1926                   | Santiago                     | Urugwaj                      |                              | 0:2                          | Copa América                 |